# Juliana Puricelli
Juliana Puricelli (Busto Arsizio, 1427 - Varese, 15 de agosto de 1501) fue una religiosa católica italiana, fundadora, junto a Catalina Moriggi, de las Monjas Eremitas de la Orden de San Ambrosio de Nemus. Es venerada como beata en la Iglesia católica.

## Biografía
Juliana Puricelli nació en Busto Arsizio (Italia), en la localidad de Cascina dei Poveri, en 1427. De niña huyó de su casa a causa de los maltratos de su padre y se refugió en el santuario del Sacro Monte di Varese. Allí conoció a Catalina Moriggi, una monja que llevaba vida eremítica. Se unió a ella, llevando una vida de oración y penitencia, que causaba admiración en los lugareños, a tal punto, que muchas jóvenes se unieron a ellas. De ese modo, la comunidad de eremitas se constituyó en monasterio, que recibió la aprobación del papa Sixto IV, nombrando a Catalina primera abadesa. A la muerte de esta, en 1478, Juliana le sucedió en el cargo, el cual mantuvo hasta el día su fallecimiento, en 1501.

## Culto
La fama de santidad de Juliana Puricelli fue una constante en los vecinos del monasterio, que la tenían por santa, incluso en vida. Dicha fama creció con su muerte, llevando sus vestidos como reliquias a diferentes partes relacionadas con la vida de la religiosa. El papa Clemente XIV reconoció el culto inmemorial dándole el título de beata. El Martirologio romano fija su memoria el 15 de agosto.